# ميل كاسون
ميل كاسون (بالإنجليزية: Mel Casson)‏ هو رسام كارتون أمريكي، ولد في 25 يوليو 1920 في بوسطن في الولايات المتحدة، وتوفي في 21 مايو 2008 في ويستبورت (كونيتيكت) في الولايات المتحدة.